# Listă de politicieni indonezieni implicați în scandaluri publice
Aceasta este o listă de politicieni indonezieni implicați în scandaluri publice:

## Deputați
- Arifinto, membru al unui partid religios conservator, a demisionat în 2011, după ce a fost surprins în timp ce privea imagini pornografice pe calculatorul său în timpul unei ședințe a Parlamentului.[1][2][3][4][5][6][7]